# Margaret Sidney
Pour les articles homonymes, voir Lothrop et Sidney.
Harriett Mulford Stone Lothrop, née le 22 juin 1844 à New Haven et mort le 2 août 1924, connue sous le pseudonyme Margaret Sidney, est une femme de lettres américaine.
Elle a écrit des histoires pour enfants et s'est occupée de la maison d'édition de son mari Daniel Lothrop après sa mort.
Elle a résidé à The Wayside de Concord dans le Massachusetts.